# Мануелски стил
Мануелски стил или касноготички португалски стил је композитни стил архитектонске орнаментације из прве половине 16. века (око 1490—1520) у којем су раскошно кориштени поморски мотиви, призори великих земљописних открића и њихови симболи. Назив је добио по португалском краљу Мануелу I (1495—1521), за чије се владавине развија.
Овај стил је синтеза свих касноготичких утицаја, од плетерског стила у Шпанији, италијанске (цветне готике) и фламанских елемената. На тај начин обежева прелаз из касне готике у ренесансу.
Градња цркава и манастира у мануелинском стилу је спонзорисана португалијском зарадом која је одражавала у трговини зачинима из Африке и Индије. Због тога је украшавање португалских грађевина (цркава, манастира, палата и замкова) источњачким и индијским орнаментима, и утицајем источњачких облика у скулпторству и сликарству, али и примењеним ументостима, симболизовало њихову повезаност са прекоокеанском трговином и поморском моћи Португалије, те је тако постао израз националног поноса.
- Manastir Jeronimos
- Manastir Jeronimos
- Manastir Jeronimos
- Manastir Jeronimos